# 圣胡伯狩猎住宅
圣胡伯狩猎住宅（荷蘭語：Jachthuis St. Hubertus），一称圣胡伯狩猎小屋（荷蘭語：Jachtslot Sint-Hubertus），位于荷兰梵高国家森林公园北部。该建筑于1914年由建筑师亨德里克·彼得鲁斯·贝尔拉赫（Hendrik Petrus Berlage）受安东·克勒勒（Anton Kröller）及其夫人海倫·克勒勒-米勒委托设计，最初被设计为住宅。

## 概述

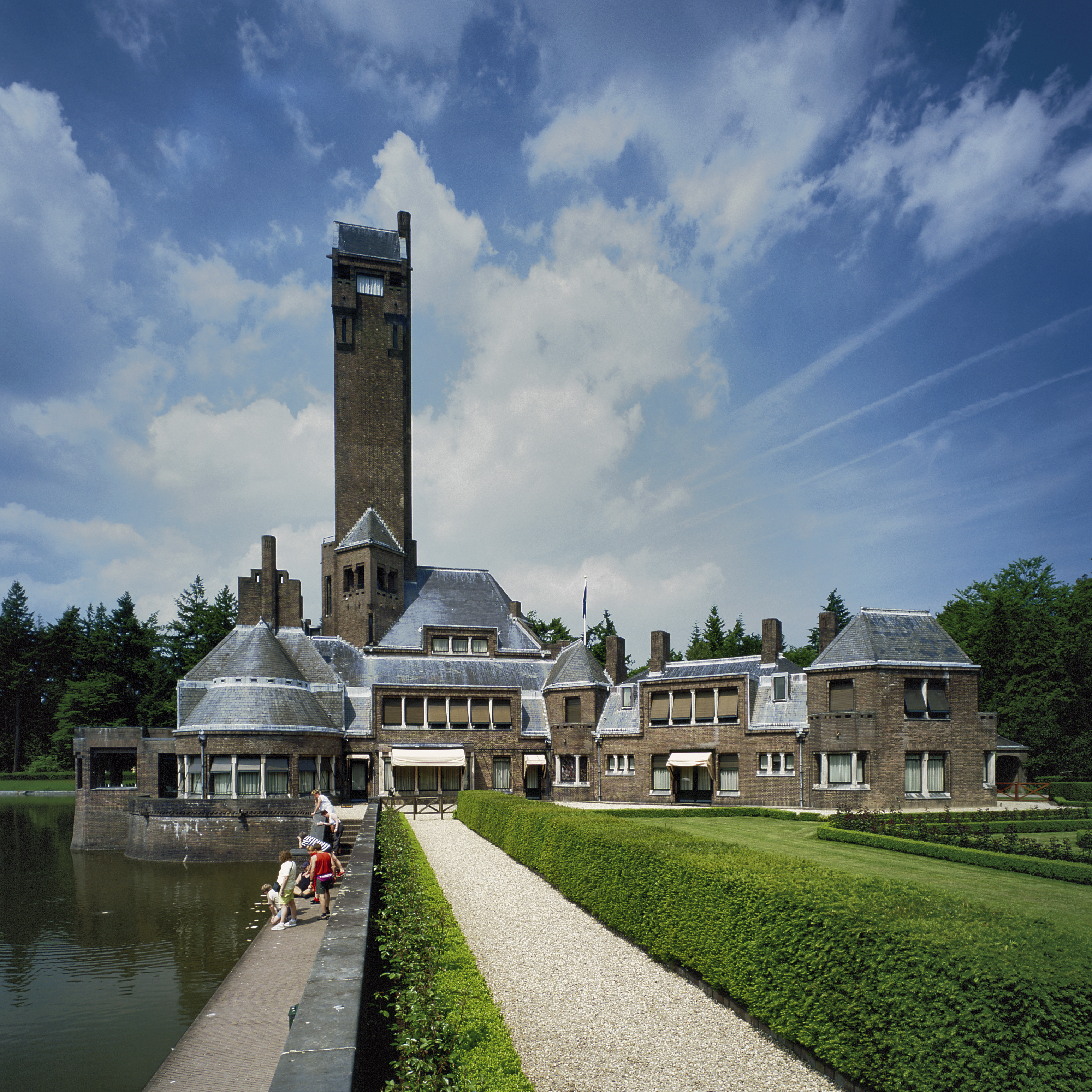
编辑“圣胡伯狩猎住宅

该住宅由以下部分组成：（1）JACHTHUIS（狩猎住宅），（2）HISTORISCHE TUIN- EN PARKAANLEG（历史公园及花园建筑），（3A，3B 及 3C）DIENSTGEBOUW met WACHTHUISJE en TOEGANGSHEK（服务楼，警卫室，大门），（4）BRUG （桥），（5A）POMPHUISJE（泵房），（5B）TOEGANGSTRAP MET KEERMUUR（带挡土墙的道梯），（6）GRAFTEKEN（墓石）。该组建筑位于奥特洛（Otterlo）和洪德洛（Hoenderloo）之间，现在上费吕沃国家公园内。
该组建筑建于1916-1920年间，为安东·克勒勒（Anton Kröller）（1862-1941年）及其夫人海倫·克勒勒-米勒（1869-1939年）所有，属高费吕韦（Hoge Veluwe）房地的一部分，由亨德里克·彼得鲁斯·贝尔拉赫（Hendrik Petrus Berlage）（1914-1916年），亨利·范·德费尔德（H. van der Velde）（约1920年及1935年），米恩·勒伊斯（Mien Ruys）（约1942年）设计。
高费吕韦的房地是来自鹿特丹的建筑商克勒勒-米勒夫妇于1909年通过购买和兼并流沙、沼泽、森林和贫瘠的土地所形成。这块地主要被用于狩猎及农业用地扩张。克勒勒先生花费钱财令穿越该地的旧公路被关闭。超过6800公顷的土地被环以围栏，以建造大型住宅及容纳在瓦瑟讷尔（Wassenaar）堆积如山的艺术收藏。这对夫妇决定将住宅建成仅供居住用，而将博物馆建于他处。他们利用此乡村房地的花园作为狩猎场所，而将狩猎住宅用作家庭及来客的居处。这处园林的范围仅限于狩猎住宅、花园及为狩猎服务的附属物。其他附属物独立，或成为克勒勒-米勒博物馆艺术藏品的一部分。
许多建筑师、艺术家、艺术鉴赏家均参与了该处房地的建设。贝尔拉赫即设计了狩猎住宅、服务楼及花园。他自1913年起被Müller & Co公司独家聘用，直至他1919年辞职。此后，贝尔拉赫的工作被亨利·范·德费尔德承担，后者完成了狩猎住宅和泵房的设计。由于1916-1920年间狩猎住宅已大部完成，故德费尔德的影响在家具设计上特别突出。除了贝尔拉赫以及费尔德之外，油画家B. van der Leck（1876-1985年）和A. Hennig，以及雕塑家J. Mendes da Costa（1863-1939年）也对室内装饰贡献卓著。B. van der Leck提出建议并设法保持油画色彩。A. Hennig设计了厅内的花窗玻璃并交由柏林的Puhl & Wagner公司的玻璃工G. Heiner Dorff制作。最后，雕塑家Mendes da Costa贡献了各种与建筑和花园相协调的雕塑。
该住宅由1909年建立的公司N.V. Wm. H. Müller & Co's Algemene Exploitatie Maatschappij所有，后者在由财务困难导致的经济危机后于1928年将狩猎住宅的全部艺术品及家具转交给了克勒勒-米勒基金会（Kröller-Müller Stichting）。1935年，全部房地，包括狩猎住宅，均被出售给高费吕韦国家公园基金会（Stichting Het Nationale Park de Hoge Veluwe），克勒勒-米勒基金会租借该住宅。这对夫妇在该住宅居住至去世，此后该住宅被荷兰国家租用。
克勒勒夫人可能提议将圣胡伯的传说作为图解来建造这座住宅及其对称的花园。这位富有艺术及思想抱负的客户在该房地的建设过程中发挥了主要影响。

## 艺术家的贡献

### 贝尔拉赫：设计自由与干涉

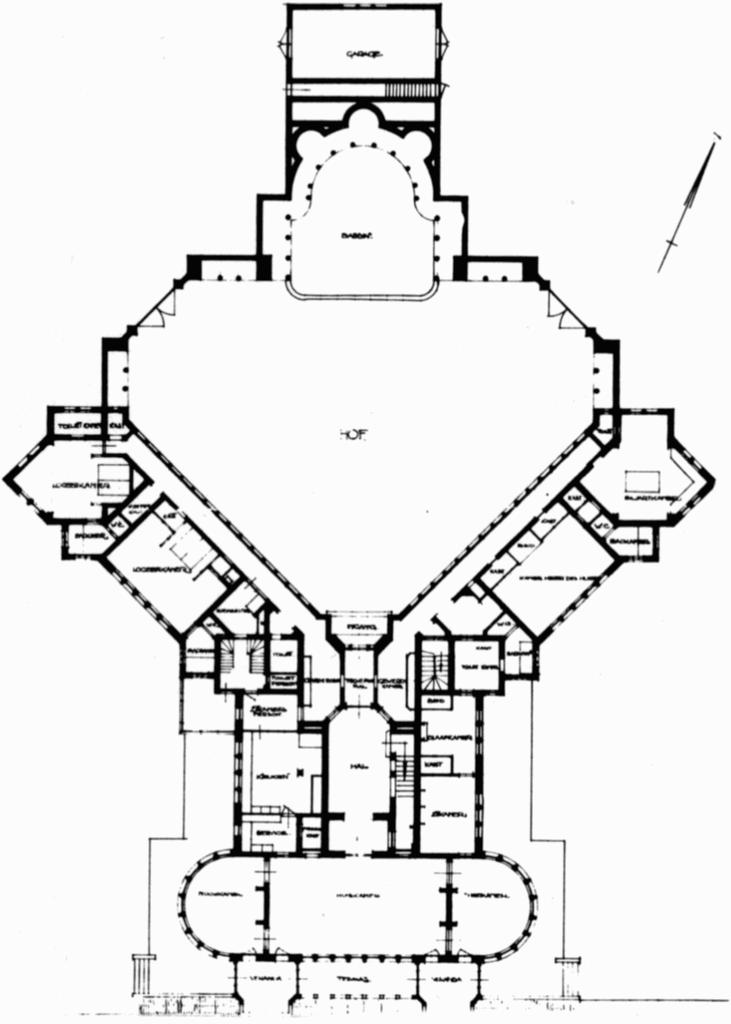
圣胡伯狩猎住宅底层平面图，贝尔拉赫，1915年8月（未被实施的设计）。现藏阿纳姆的国家建筑局

该建筑的建设自1915年起至1920年止。这是一项不寻常的任务，因委托人投入了巨资。这对富有的夫妇正赶上克勒勒-米勒家族的鼎盛时期。贝尔拉赫可以自由地设计，故其设计理念可以充分表达。但是后来，由于这对委托人夫妇对贝尔拉赫的设计越来越感到不满，故对设计进行了干涉。此项不合导致了贝尔拉赫永久性地退出了设计，其工作由亨利·范·德费尔德（Henry Van de Velde）接手。

### 其他艺术家的贡献
除了贝尔拉赫之外，还有许多艺术家也参加了该建筑的建造：
- Bart van der Leck - 色彩运用
- Joseph Mendes da Costa - 雕塑
- Hildebrand Lucien Krop - 雕塑
- Artur Hennig - 花窗玻璃
- Lambertus Zijl - 铜像

## 建筑

### 圣胡伯的传说：鹿角间的苦像

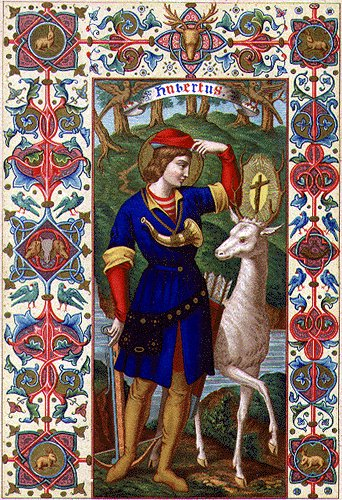
圣胡伯的传说：鹿角间的苦像

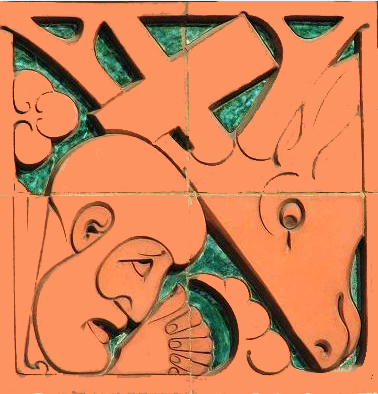
圣胡伯狩猎住宅外墙镶嵌的釉画：圣胡伯遇鹿

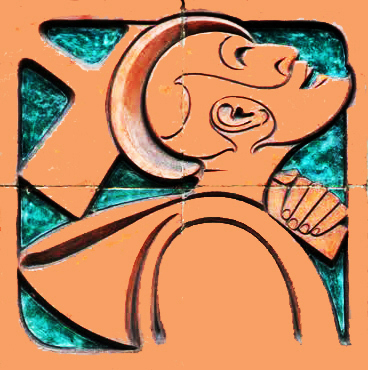
圣胡伯狩猎住宅外墙镶嵌的釉画：圣胡伯皈依

该建筑是以天主教圣人胡伯（Hubertus）的名字命名的，故其外形也与这位身为狩猎者主保的圣人的传说相关。这个传说是关于贪心的狩猎者胡伯年轻时皈依的故事。有一年耶稣受难瞻礼，大家都到教堂去了，胡伯独自前往树林打猎。他发现并追赶一头野鹿时，那头鹿忽然转身。胡伯看见鹿的双角间有一尊苦像，惊讶万分。这时有个声音对他说：“胡伯，假如你不归向天主，将来一定堕入地狱。”胡伯从此忏悔并皈依了天主教，弃俗修道，最终成为了天主教列日教区的主教。在去世后，他被天主教会封为狩猎者的主保圣人。
克勒勒-米勒夫妇对这个传说的神秘之处甚为着迷。该传说被贝尔拉赫和其他与其共同参与本建筑设计工作的艺术家们以象征主义（自1900年前后起是非常常见的艺术风格）表现出来。该建筑中心是一座高塔，两侧为两座翼楼。该建筑就像是一对鹿角，而中间的高塔则摹绘了十字架。整个建筑用砖建造，多敷以釉料和板岩（slade）。

### 新即物主义与整体设计

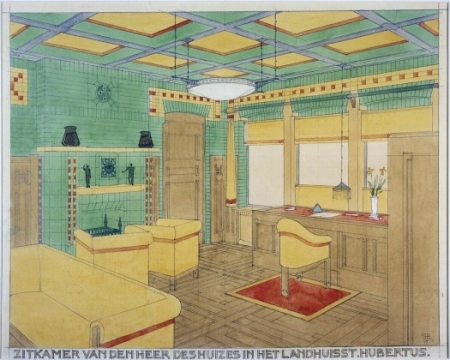
圣胡伯狩猎住宅内主人的起居室，贝尔拉赫，1917年。现藏克勒勒-米勒博物馆

圣胡伯狩猎住宅的logo

贝尔拉赫也是一位采用新即物主义风格进行设计的建筑师。这令所有建筑元素均将其自身的美表现出来。贝尔拉赫不仅设计了建筑，而且负责几乎全部的室内设计与许多日常物品的设计，令这些东西完全融为一个整体。这又被反复重现的形状与材料所强化。室内装饰中的每个物件均与其他物件融为一体：瓷砖，灯，家具，都是有相互联系的。
贝尔拉赫在他的时代中是一位摩登的建筑师。这座建筑具有许多技术上的亮点，例如中央暖气系统，中央时钟系统，中央空调系统，一部电梯，以及Pullmann滑动窗。

## 用途

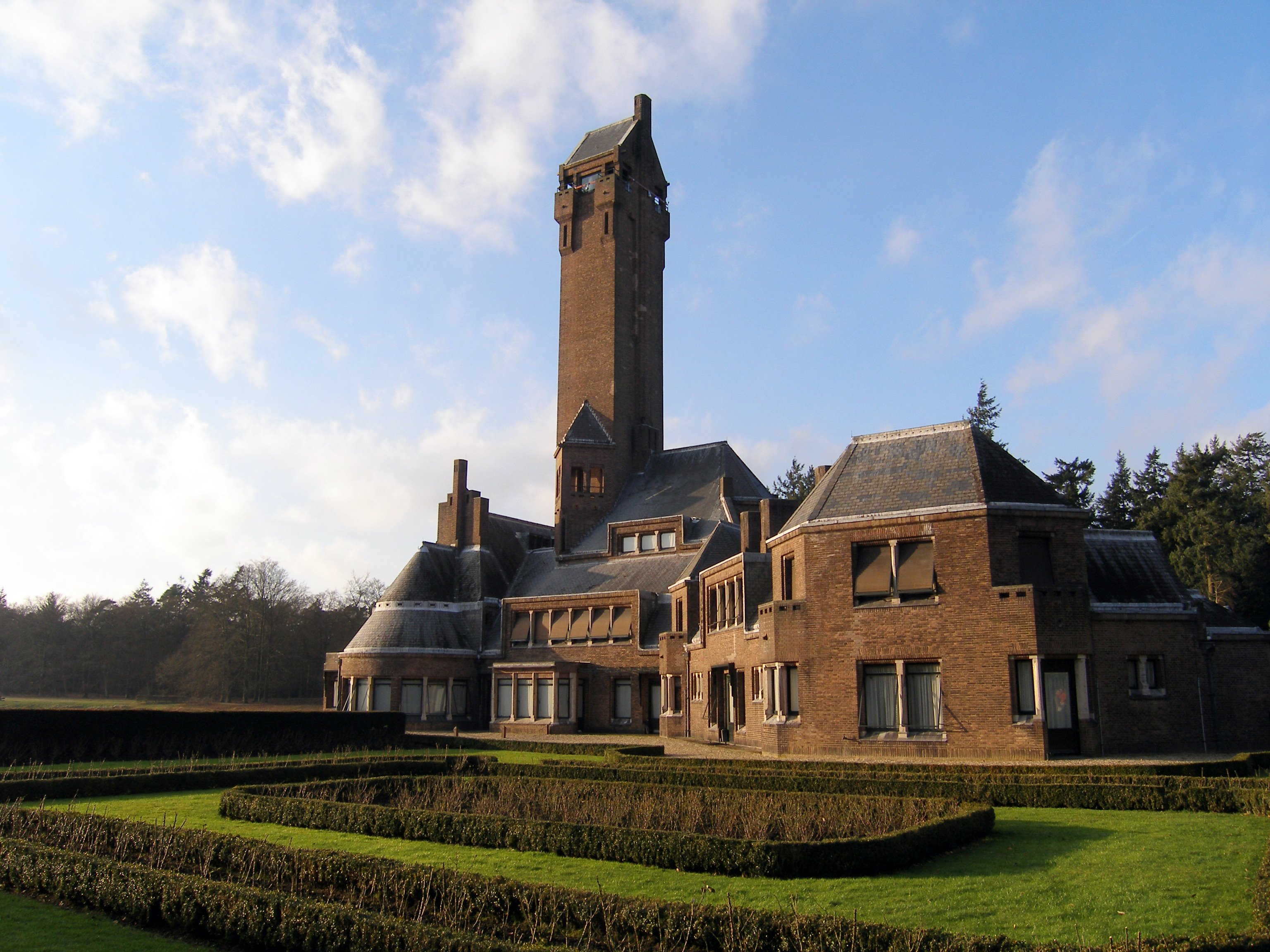
2007年的圣胡伯狩猎住宅

1946年4月14日至4月24日，为寻求（英文中hunt既指“狩猎”，又有“寻求”之意）就荷属东印度的前途达成协议，荷兰与共和主义者代表团曾在此建筑中协商会谈。
荷兰国家将此建筑租用作国宾馆。该建筑的日常维护被交给了荷兰收藏研究所（荷蘭語：Instituut Collectie Nederland），后者负责维护国家建筑局（荷蘭語：Rijksgebouwendienst）所辖的建筑。该建筑目前对公众部分开放。

## 建筑布局及雕塑

### 圣胡伯狩猎住宅
这座由贝尔拉赫设计的建筑坐落于荷兰梵高国家森林公园最北端。该建筑矗立在一个大池塘东北边，由一座位于中心的高塔以及向两侧斜向伸展的翼楼组成，两侧带有花园。其室内装饰保存完好，展示了典型的贝尔拉赫的设计以及彩色釉面砖。在东北侧是一座八角形庭院，由主建筑的东北立面、两座翼楼、两座大门以及后楼（内存自行车、狗，并含储藏室）围成。在临水一侧有一面长挡土墙，墙的两个末端各有一座形制完全相同的圆形亭子。

### 服务楼，警卫室，大门
建筑北边的Apeldoornseweg上是带有篱笆和警卫室的服务楼（dienstgebouw），也是由贝尔拉赫设计。几乎呈U字形的服务楼有一个带多边形围墙的庭院，这里有一座属同样建筑风格的小的警卫室（wachthuisje），以及一座极庞大的大门。该处由高低错落的篱笆和墙与外界隔开，这也是不同设计元素融合成为一体。该服务楼旁边有一座工作人员用房（personeelswoning），一座带马厩（paardenstallen）的马车房（koetshuis），一座为狩猎住宅供电的电所（batterij），以及一间业务室（bedrijfsruimte）。该服务楼起初还被设计为一座火车站，后者按计划应位于该建筑下，但却未能兴建。

### 墓石
服务楼和狩猎住宅之间的区域有郁郁葱葱的松树荫蔽着。原在服务楼东北侧的树林内，现位于靠近Hertjesweg和自行车道的交汇处，是克勒勒-米勒夫妇的爱犬——腊肠犬'Schufterl'（schurkje）的墓石。

### 花园，广场及雕塑
不像传统的对称式景观，该建筑两侧皆有紧接着的花园，这同建筑南侧的开放式广场形成一体。在这座广场上，池塘美景一览无余。该池塘向南及西南伸展而去。狩猎住宅北侧弯曲的道路两旁是茂密的树丛。通向狩猎住宅大门的直路过去（1930年）过去也是弯曲的道路。
在该建筑东侧路上有一尊17世纪的Flora（佛洛拉）雕塑，是Rombout Verhulst的作品。该雕塑是在克勒勒-米勒夫妇去世后才摆放在此的，所以它未被放进克勒勒-米勒博物馆的雕塑园中。该雕塑属于克勒勒-米勒博物馆的艺术收藏。
位于该建筑东侧的“meditatietuin”（meditation garden，冥想花园）中的Raadsman（指导者）（1920-1924年）（又名Filosoof（哲学家））也是该博物馆的藏品，这是Joseph Mendes da Costa受克勒勒-米勒夫妇委托为纪念奧蘭治自由邦总统Martinus Theunis Steijn（1896-1902年在位）所作。该雕塑起初位于克勒勒-米勒博物馆最古老的部分中的庭院内。雕塑底座上的铭文为"Tot raad bereid, het weldoordachte, woord gekleurd, door vroom gemoed"。

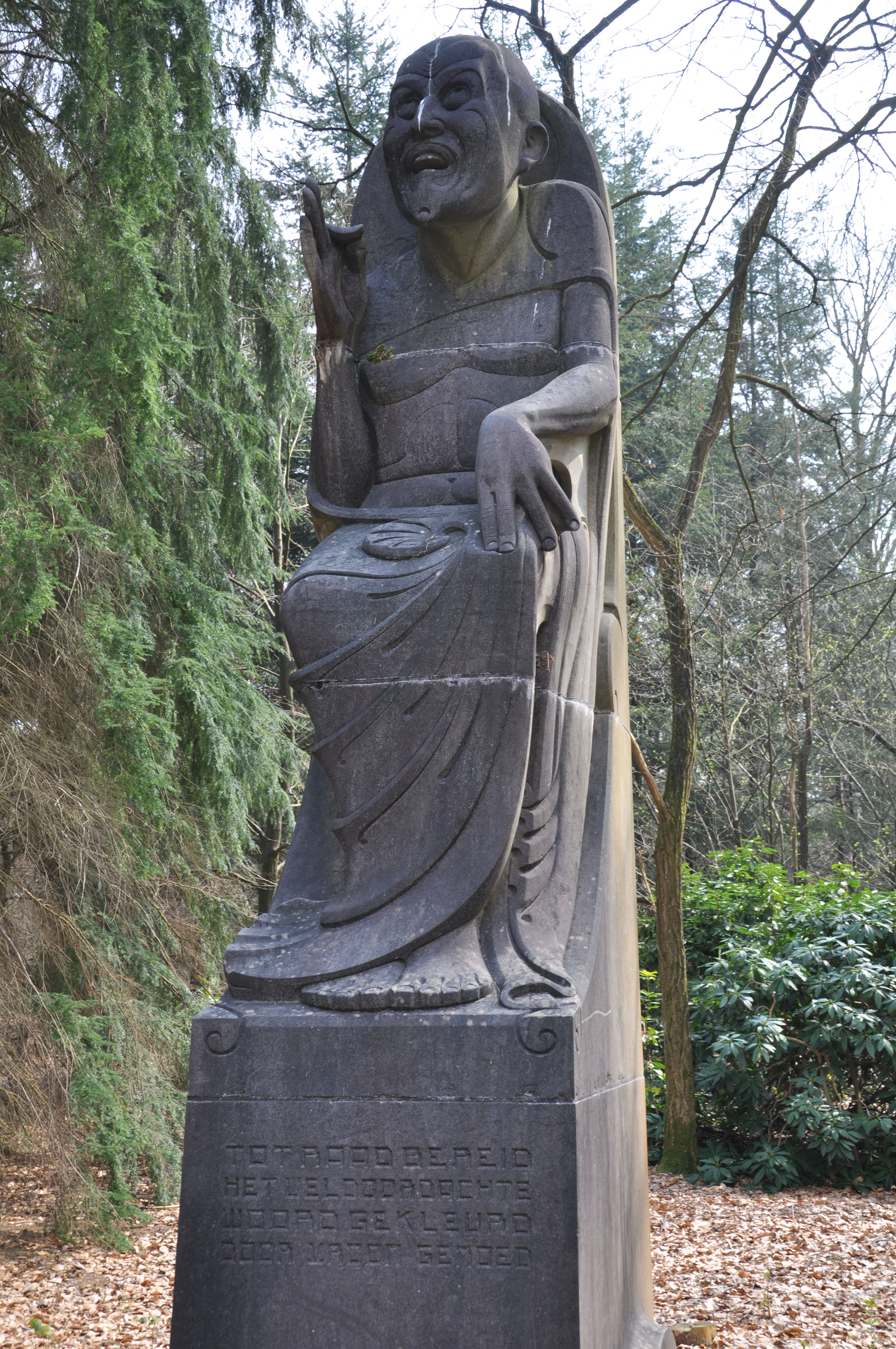
De philosoof（哲学家），Joseph Mendes da Costa，1920-1924年。为克勒勒-米勒夫妇所作。
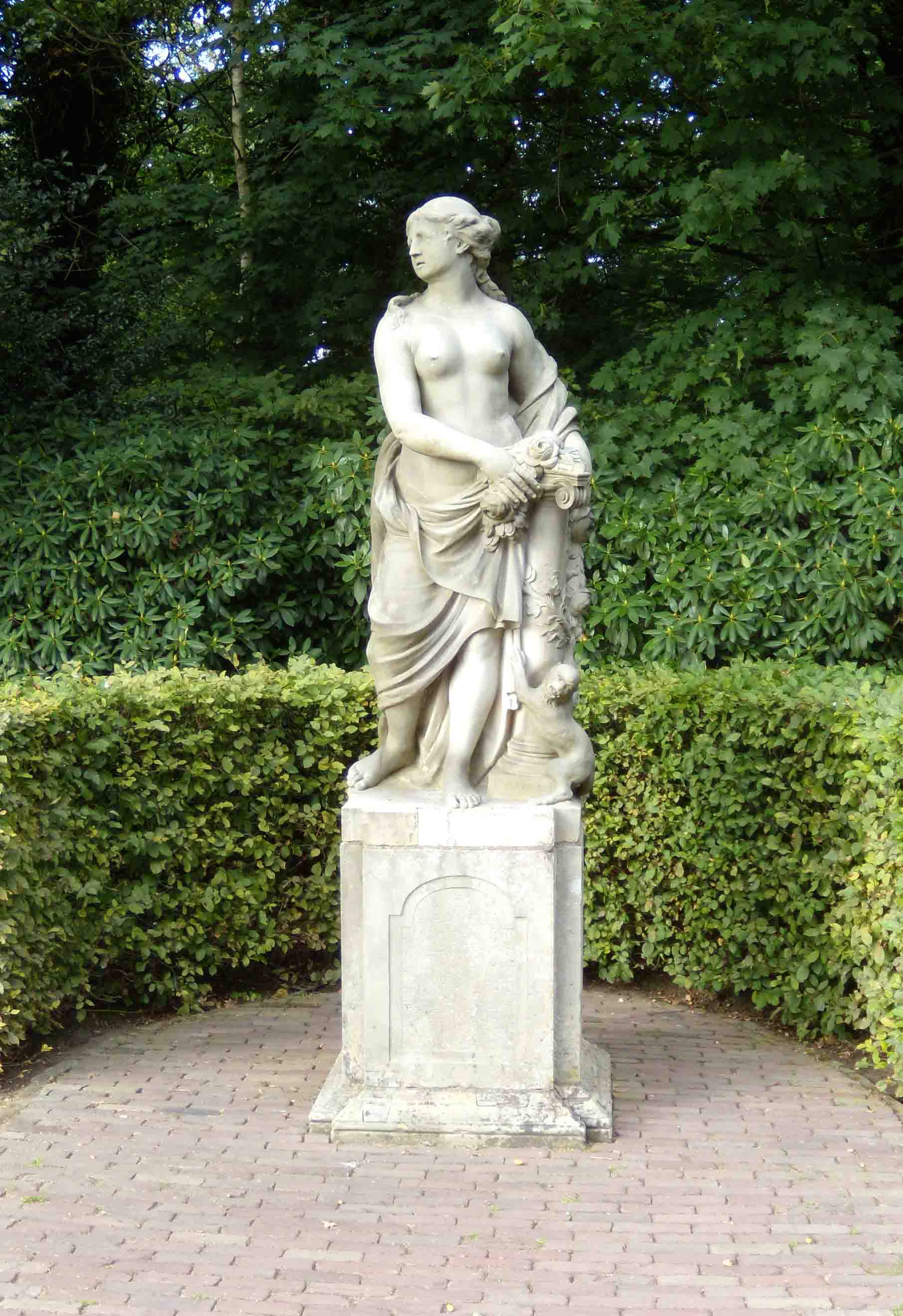
Flora（佛洛拉），Rombout Verhulst，17世纪。
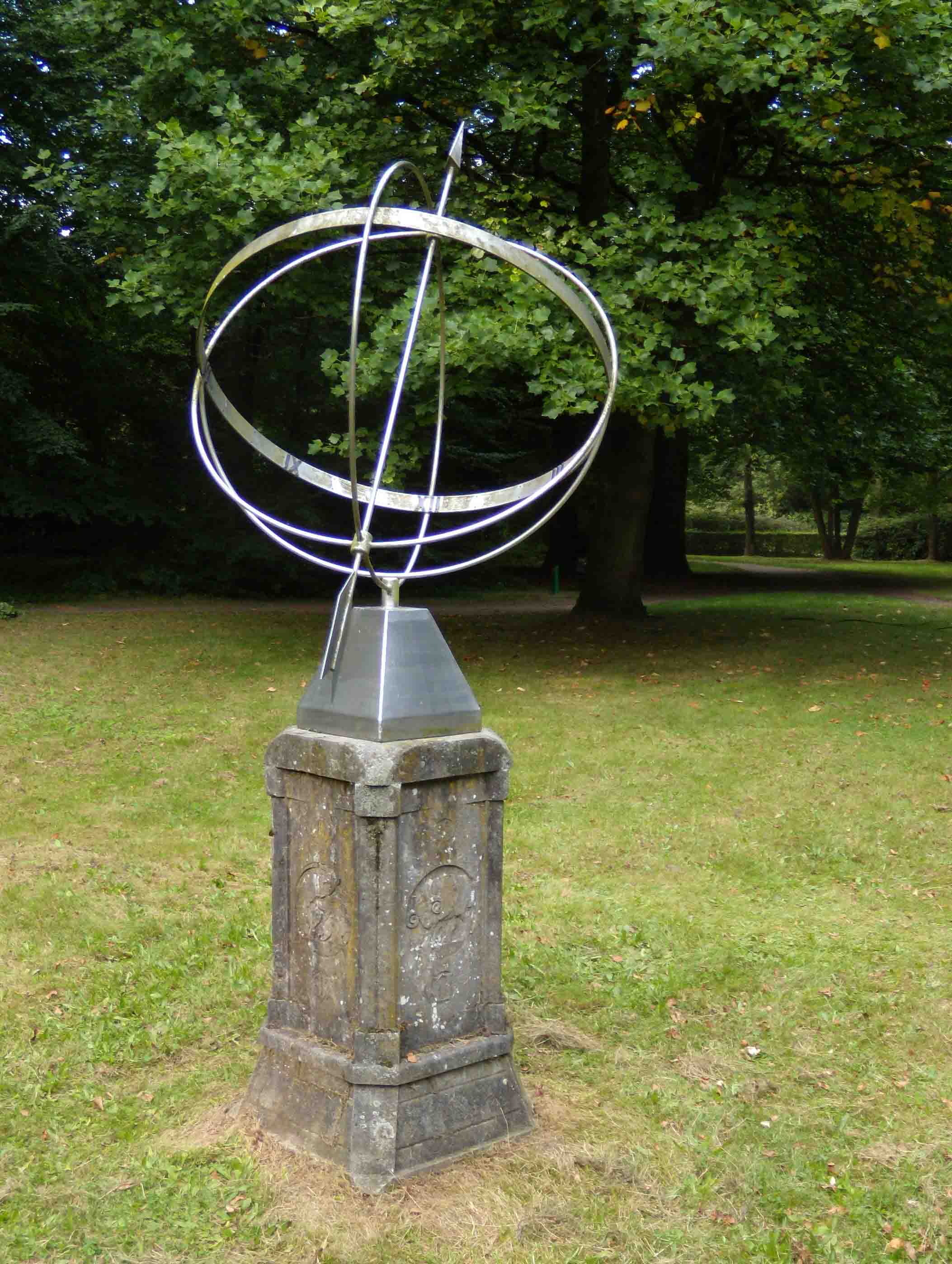

### 堤
环绕池塘的是弯曲的小径和道路。在池塘东侧沿小径有三座朝向池水的堤（始建于约1920年）。这些堤由横置于砖柱间的木质部分构成，这些木头也起到了扶手的作用。2006年前后，这些堤被拆除并依最初的设计重建。

### 水塔（泵房）
在池塘南侧，距离Kronkelweg不远的地方是泵房（1923年），由亨利·范·德费尔德设计，三面有杜鹃花簇拥。该建筑朝向并通往Kronkelweg（西方），其间的泥土路经过该建筑右后方（东方）的沼泽区。泥土路开端以砖石台阶为标志。这座建筑被称为“watertoren”（水塔），但实际上是一座最初以风力为动力的泵房。其铁制风车是美国式的。该建筑的作用是将水泵入狩猎别墅边的池塘内。当风车不再需要时便被拆毁了，只留下了这座建筑。大约1920年前后，圣胡伯池塘底部出现渗漏，水面下降。此后，一座铁制风车建立起来，以调节水位。随后这被证明不需要，故该铁制风车又被拆毁。

### 砖桥
连接Kronkelweg的是座砖桥（1919-1920年），由贝尔拉赫设计。桥西侧的池塘有杜鹃花环绕。桥东侧是从狩猎住宅延伸过来的池塘。该桥是贝尔拉赫在海牙Wm H. Müller & Co公司供职时的最后几件作品之一。

## 同题材邮票
1975年，荷兰王国发行了编号为NVPH1068的邮票，以圣胡伯狩猎住宅为图案。该邮票采用剪影表现倒映在水中的圣胡伯狩猎住宅。该邮票属于NVPH1068-1071四枚一套的邮票的第一枚。